# Sheila Cornell
Sheila Cornell-Douty (Encino, Los Angeles, Californië, 26 februari 1962) is een Amerikaans softbalster en olympisch kampioene. Ze won tweemaal goud op de Olympische Spelen, in 1996 en in 2000.
| Logo van de Olympische Spelen | Goud | Zilver | Brons | Logo van de Olympische Spelen |
|                               | 2    | 0      | 0     |                               |

- International Standard Name Identifier: 0000 0000 2242 2010
- Library of Congress Control Number: n00084823
- Virtual International Authority File: 16005361
- WorldCat: E39PBJbRfYQHfYwXrrXXfJBXVC